# Josef Hirthammer

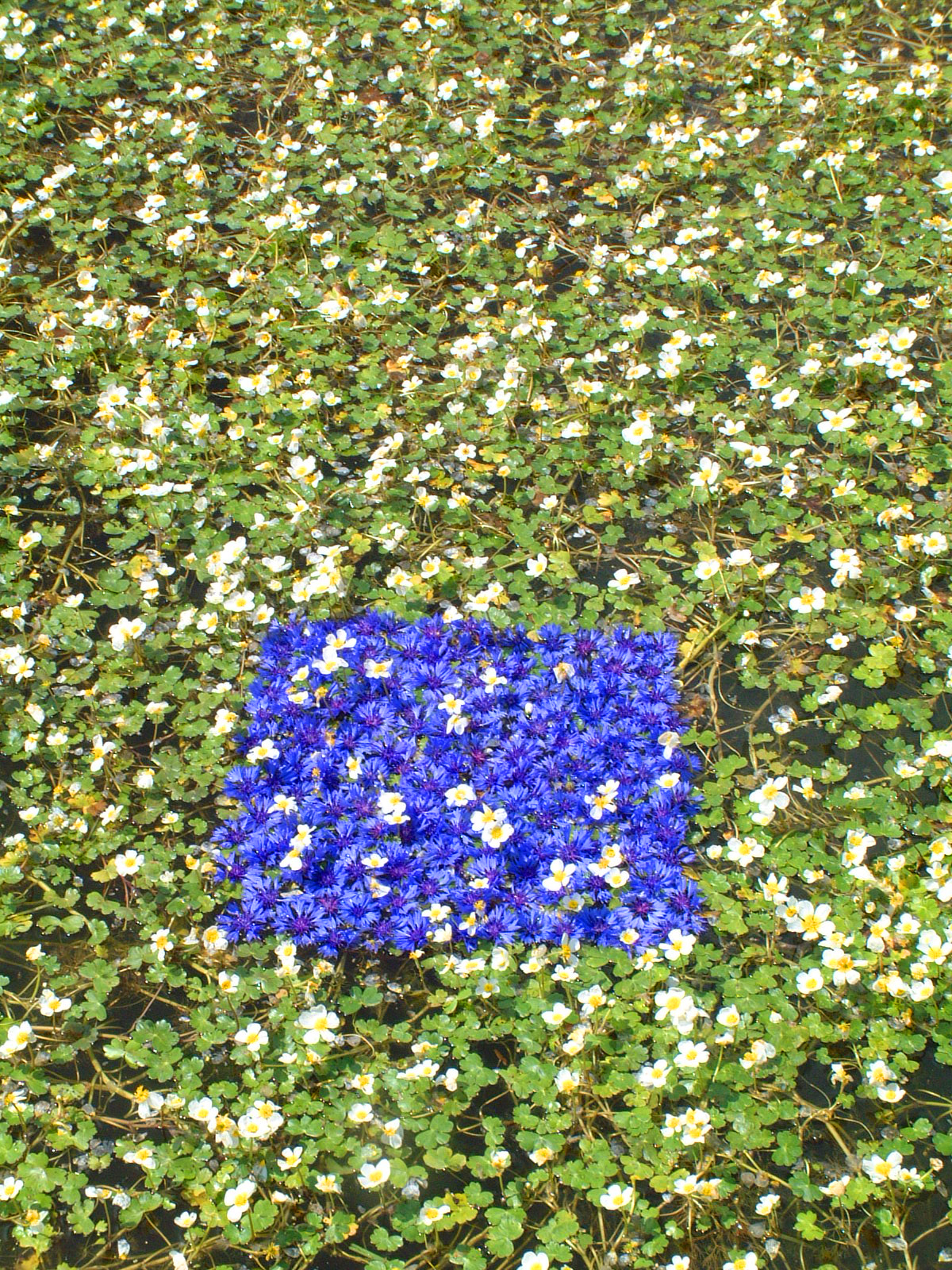
Chrpový čtverec, přírodní instalace, 2003

Škrabadla, instalace

Josef Hirthammer (* 26. října 1951 Bad Reichenhall) je německý malíř, sochař a fotograf.

## Výstavy
Výběr významných výstav:
- 1970 Aktives Mitglied, Salzburger Kunstverein
- 1978–80 Die Teebeutel – Geschichte, Objektkunst; Arbeiten mit verschiedenen Materialien
- 1979 Ausstellungen in München, Nizza, Frankfurt, Ulm
- 1980 Gründungsmitglied der Gruppe "ZEICHEN"
- 1980 Preisträger der 6. Internationalen Grafikbiennale, Frechen/Frankfurt a. M.
- 1980 Projekt Naturarche, Ein Beitrag als Hinweis zur globalen Umweltzerstörung.
- 1980 München im Kopf, Ausstellung Zeitgenossen
- 1982 Einzelausstellungen "Frauen on my mind"
- 1982–86 Kunstmesse Art Basel, one man show, jährlich
- 1982–86 Ausstellungen in Berlin, München, Nürnberg, New York, Nizza,
- 1984 Preisträger Eight British Print Biennale
- 1986 International Impact Art Festival, Kyoto – Japonsko
- 1987 Frauen im Großformat, Frankfurt
- 1987 Projekt Naturschach, Kreislauf der Naturzerstörung durch Architektur
- 1987 Projekt Häutung, Erde und Gras hinter Glas, Relikte für das Jahr 2500, Basel
- 1989 Narziss und Graue Maus, Düsseldorf
- 1990 Naturaler Pan-Sensualismus, eine neue Form der Objektkunst entsteht
- 1993 solo Naturaler Pan-Sensualismus, Solothurn, Švýcarsko
- 1994 Naturaler Pan-Sensualismus again, Basel, Švýcarsko
- 1995 les fleurs, Galerie Albrecht München
- 1996 blue pieces of happy nature, Alte Saline Bad Reichenhall
- 1996 Naturschach, Präsentation des Modells, Kunstbureau Steininger, Freilassing
- 1997 Projekt „10 Städte“, eine Schenkungsaktion zu Gunsten eines Projektes zur Erhaltung der Natur
- 2000 only roses, Galerie Kämpf Basel
- 2001 Spuren der Natur, Wanderausstellung für 12 deutsche Städte
- 2003 20 gefundene Orte, 20 mal Kunst in der Natur mit der Natur
- 2004 anewway – Josef Josati, die Farbe als poetische Spurengebung.
- 2005 Arbeiten in und mit der Natur, Dokumentation als Video, Foto und Malerei
- 2007 Neue Bilder figurativ, Neue Phase der sensualfigurativen Gestaltung
- 2011 Totentanz, Museum Junge Kunst Frankfurt/Oder, Ausstellung zum 200. Todestag Heinrich von Kleist
- 2011 big nature, kreativ vergrößerte Samen der Flora
- 2011 Vom Ende der Zeit, Diözesanmuseum Bamberg

## Veřejné sbírky
- Sbírka Würth, Museum Würth
- Sbírka Böttingerhaus, Bamberg
- Sbírka Kämpf, Basel

## Ocenění
- 6. Internationalen Grafikbiennale, Frechen/Frankfurt n. M., 1980
- Eight British Print Biennale, 1984
- International Impact Art Festival, Kyoto – Japonsko, 1986

## Texty
- Reinhold Wurster, Kunstkritiker: ein abrasierter Emotionsfetzen. Südwest Presse Kulturspiegel, prosinec 1981
- Alexandra Hänggi, Kunstkritikerin: Interview.  Basler Zeitung, září 1994
- Norbert Jung, Domvikar: Vom Ende der Zeit. Totentanz im Wandel der Geschichte, Katalog zur Ausstellung im Diözesanmuseum Bamberg, 2011, str. 28 – 29.
- Carla Steininger, Kuratorin:  blue pieces of happy nature. Ausstellungsdokumentation Alte Saline, Bad Reichenhall 1994, str. 9 – 14.
- Helmut Bachmaier: Spuren der Natur. Dokumentation, 2001, ISBN 3-89014-186-2

## Galerie

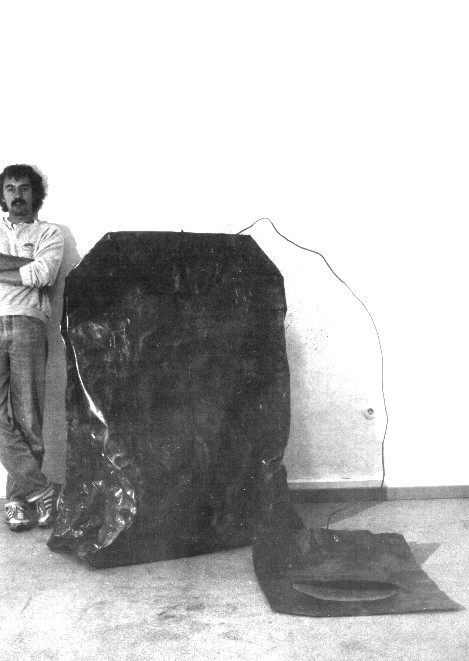
Josef Hirthammer se svou sochou Čajový sáček
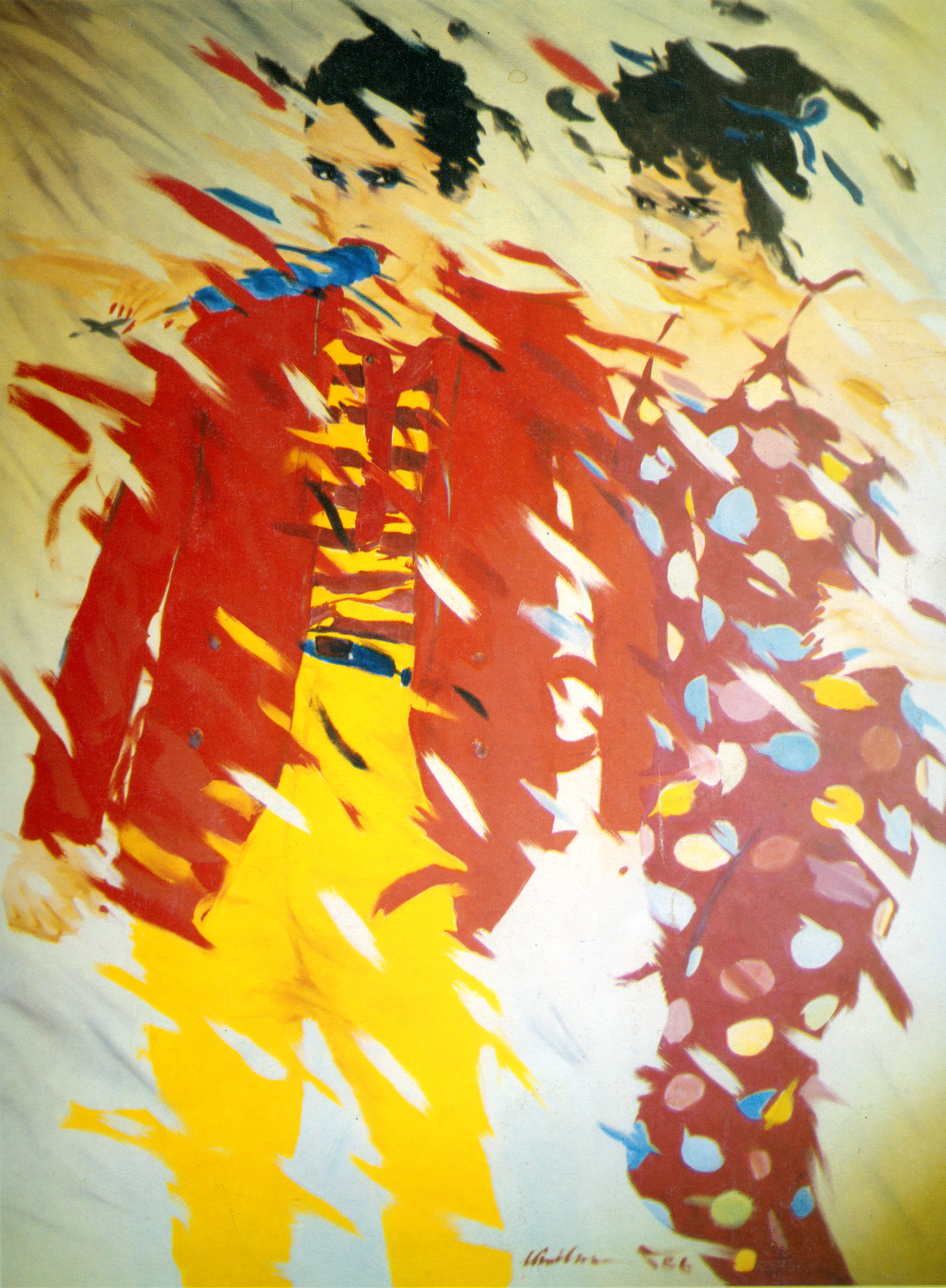
Dolce vita, olej na plátně, 150 cm x 200 cm, 1986
Samenstand, olej na plátně, 80 x 120 cm
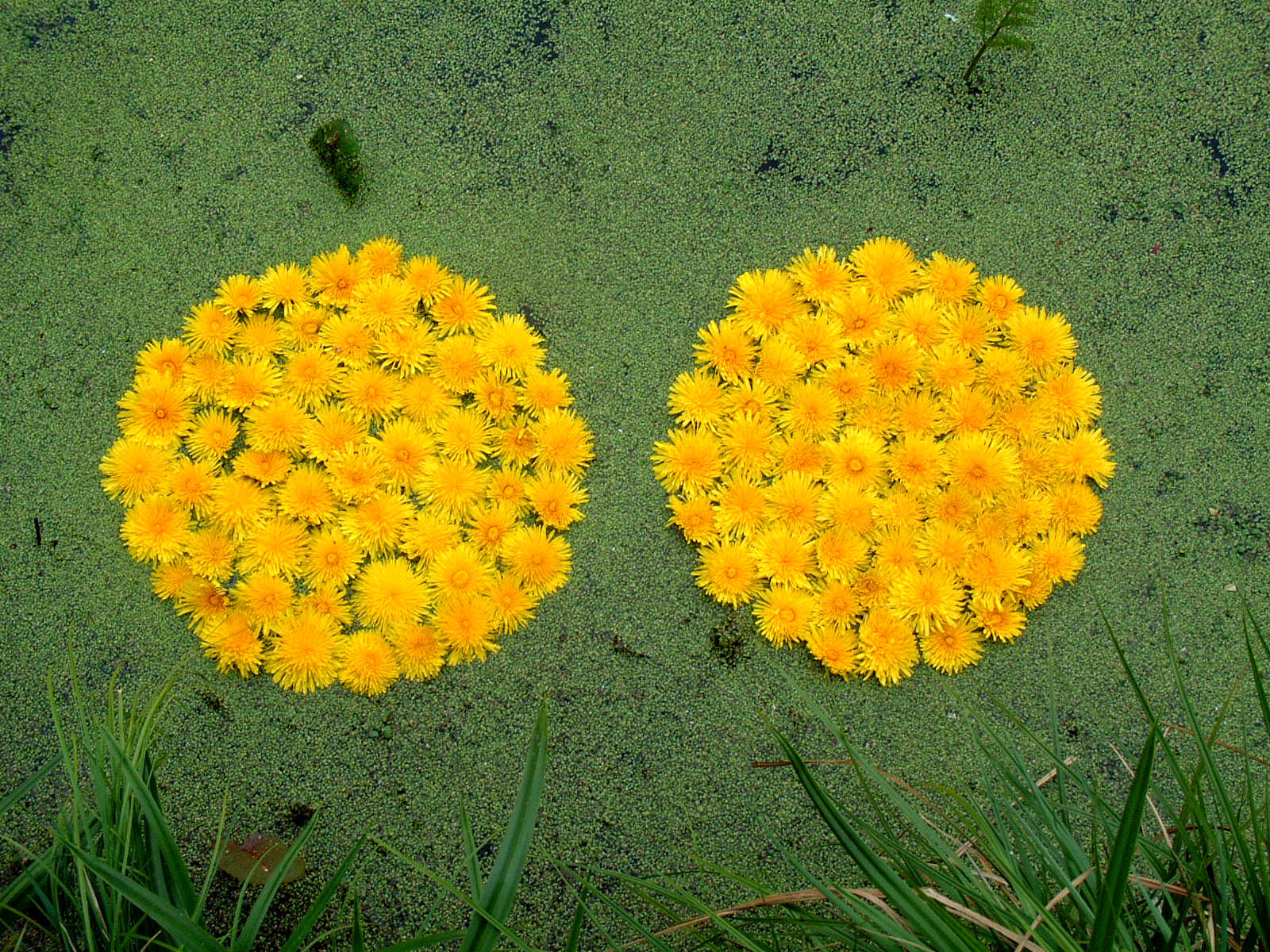
Přírodní instalace, 2003
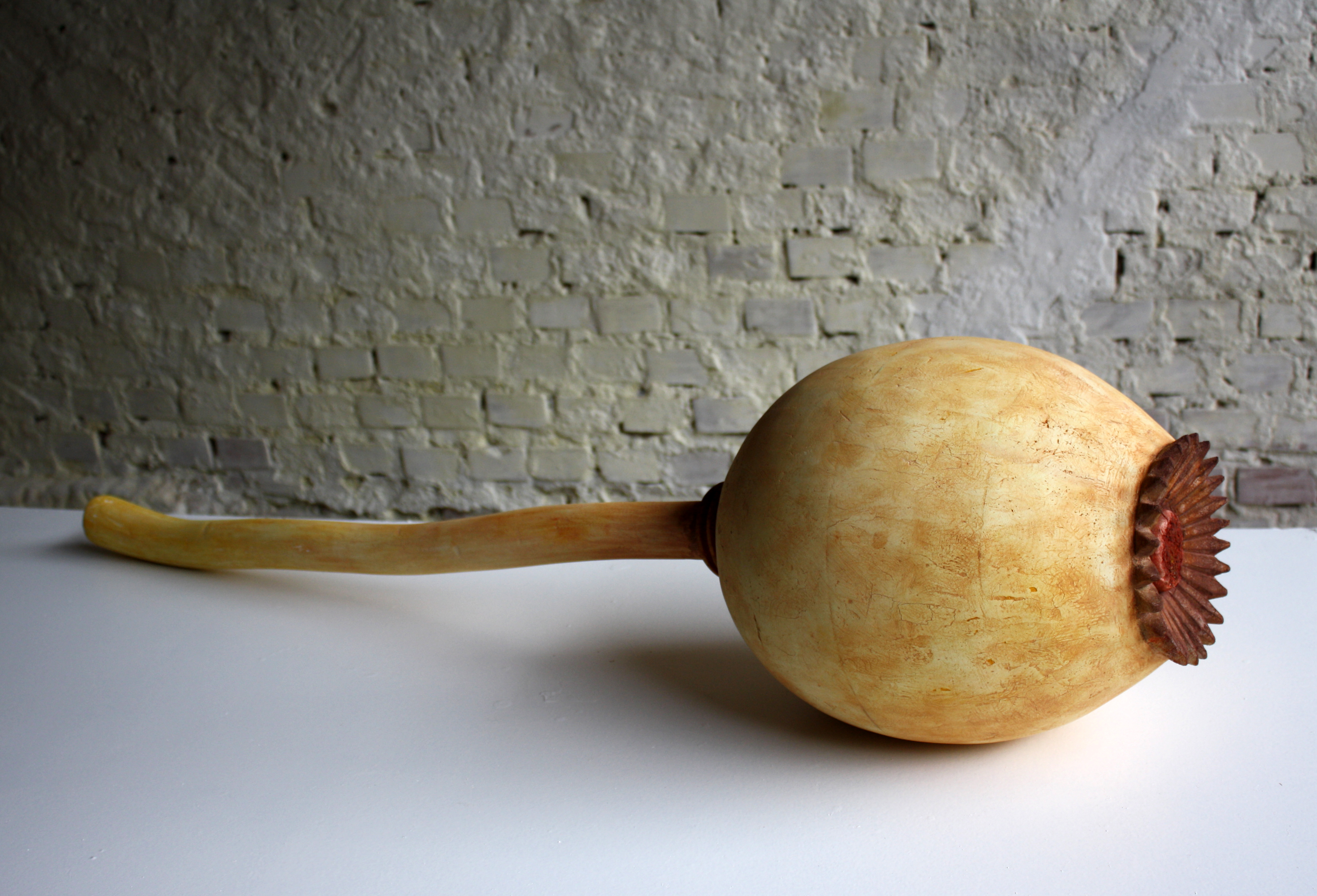
Objekt 40 cm x 200 cm x 45 cm, 2011
Objekt 1978